# World League di pallavolo 1999
La X World League di pallavolo si svolse dal 28 maggio al 17 luglio 1999, la prima ad utilizzare il Rally Point System. Dopo la fase a gironi, la fase finale, a cui si qualificarono le prime squadre classificate nei tre gironi di qualificazione, le due migliori seconde e l'Argentina, paese ospitante, si disputò dal 12 al 17 luglio a Mar del Plata, in Argentina. La vittoria finale andò per la settima volta all'Italia.

## Squadre partecipanti
| - Francia - Italia - Paesi Bassi - Polonia - Portogallo - Russia - Spagna | - Argentina - Brasile - Canada - Cuba | - Australia |

## Gironi
| Gruppo A                        | Gruppo B                          | Gruppo C                          |
| ------------------------------- | --------------------------------- | --------------------------------- |
| Australia Italia Polonia Russia | Brasile Canada Paesi Bassi Spagna | Argentina Cuba Francia Portogallo |

## Fase finale

### Finali 1º e 3º posto
|  | Semifinali | Semifinali | Semifinali |      |        | Finale          | Finale          | Finale          |  |
|  |            |            |            |      |        |                 |                 |                 |  |
|  | Italia     | Italia     | 3          |      |        |                 |                 |                 |  |
|  | Italia     | Italia     | 3          |      |        |                 |                 |                 |  |
|  | Russia     | Russia     | 1          |      |        |                 |                 |                 |  |
|  | Russia     | Russia     | 1          |      | Italia | Italia          | 3               |                 |  |
|  |            |            |            |      | Italia | Italia          | 3               |                 |  |
|  |            |            | Cuba       | Cuba | 1      |                 |                 |                 |  |
|  | Cuba       | Cuba       | Cuba       | Cuba | 1      | 3               |                 |                 |  |
|  | Cuba       | Cuba       |            |      |        | 3               |                 |                 |  |
|  | Brasile    | Brasile    | 0          |      |        | Finale 3º posto | Finale 3º posto | Finale 3º posto |  |
|  | Brasile    | Brasile    | 0          |      |        |                 |                 |                 |  |
|  |            |            |            |      |        |                 |                 |                 |  |
|  |            |            |            |      |        | Brasile         | Brasile         | 3               |  |
|  |            |            |            |      |        | Brasile         | Brasile         | 3               |  |
|  |            |            |            |      |        | Russia          | Russia          | 1               |  |

## Classifica finale
| Classifica | Squadre     |
| ---------- | ----------- |
|            | Italia      |
|            | Cuba        |
|            | Brasile     |
| 4          | Russia      |
| 5          | Spagna      |
| 6          | Argentina   |
| 7          | Francia     |
| 8          | Canada      |
| 8          | Polonia     |
| 10         | Australia   |
| 10         | Paesi Bassi |
| 10         | Portogallo  |

## Premi individuali
- MVP: Osvaldo Hernández
- Miglior realizzatore: Douglas Chiarotti
- Miglior muro: Pavel Pimienta
- Miglior servizio: Luigi Mastrangelo
- Miglior palleggiatore: Raúl Diago
- Miglior ricevitore: Enrique De La Fuente
- Miglior libero: Mirko Corsano